# Elena Ponomareva
Elena Ponomareva est une karatéka russe surtout connue pour avoir remporté une médaille de bronze en kumite individuel féminin moins de 53 kilos aux championnats du monde de karaté 2008 à Tōkyō, au Japon.

## Résultats
| Résultat           | Date             | Épreuve                   | Catégorie | Compétition                                  | Ville hôte               |
| ------------------ | ---------------- | ------------------------- | --------- | -------------------------------------------- | ------------------------ |
| Médaille de bronze | Février 2004     | Kumite individuel - 53 kg | Juniors   | Championnats d'Europe juniors et cadets 2004 | Rijeka, en Croatie       |
| Médaille d'argent  | Mai 2004         | Kumite individuel - 53 kg | Seniors   | Championnats d'Europe 2004                   | Moscou, en Russie        |
| Médaille d'argent  | Février 2005     | Kumite individuel - 53 kg | Juniors   | Championnats d'Europe juniors et cadets 2005 | Thessalonique, en Grèce  |
| Médaille d'argent  | Août 2006        | Kumite individuel - 53 kg | Seniors   | Championnats du monde universitaires 2006    | New York, aux États-Unis |
| 5e place           | 3 mai 2008       | Kumite individuel - 53 kg | Seniors   | Championnats d'Europe 2008                   | Tallinn, en Estonie      |
| Médaille de bronze | 15 novembre 2008 | Kumite individuel - 53 kg | Seniors   | Championnats du monde 2008                   | Tōkyō, au Japon          |